# Eurhaphidophora nataliae
Eurhaphidophora nataliae är en insektsart som beskrevs av Andrej Vasiljevitj Gorochov 1999. Eurhaphidophora nataliae ingår i släktet Eurhaphidophora och familjen grottvårtbitare. Inga underarter finns listade i Catalogue of Life.